# Brunkronad vireo
Brunkronad vireo (Vireo leucophrys) är en liten latinamerikansk sångfågel i familjen vireor. 

## Kännetecken

### Utseende
En adult individ är mellan 12 och 13 centimeter lång och väger runt tolv gram. Överdelen är olivgrön och hjässan är brun. Den har ett brunt tygelstreck som sträcker sig från näbben, och ett vitt ögonbrynsstreck. Ansiktet och strupen är gulvit, och underdelen är gul med några olivgröna inslag på kroppssidorna. Juvenila fåglar är matt bruna på ovansidan med ett svagare ögonbrynsstreck.

### Läte
Fågelns lockläte är ett skarpt twiist och sången, som påminner om den östliga sångvireons, är ett fylligt kvittrande som på engelska liknas vid meningen "here you see me hear me sing so sweet" (här ser du mig, hör du mig, sjunga så vackert). 

## Utbredning och systematik
Brunkronad vireo förekommer från södra Mexiko och söderut till nordvästra Bolivia. Den delas in i elva underarter med följande utbredning:
- Vireo leucophrys eleanorae – Sierra Madre Oriental i nordöstra Mexiko (södra Tamaulipas till Hidalgo)
- Vireo leucophrys bulli – bergstrakter i sydöstra Mexiko (Oaxaca)
- Vireo leucophrys amauronotus – bergstrakter i östcentrala Mexiko (Puebla och Veracruz)
- Vireo leucophrys strenuus – subtropiska södra Mexiko (Chiapas) till Guatemala och Honduras
- Vireo leucophrys chiriquensis – subtropiska Costa Rica och allra västligaste Panama
- Vireo leucophrys mirandae – Santa Marta-bergen i nordöstra Colombia och bergstrakter i nordvästra Venezuela
- Vireo leucophrys dissors – västra och centrala Anderna i Colombia
- Vireo leucophrys josephae – centrala Anderna i sydvästra Colombia (Nariño) och västra Ecuador
- Vireo leucophrys leucophrys – östra Anderna i Colombia, Ecuador och Peru
- Vireo leucophrys maranonicus – västra Anderna i norra Peru
- Vireo leucophrys laetissimus – subtropiska sydöstra Peru och norra Bolivia (La Paz och Cochabamba)

Ofta urskiljs även underarterna dubius, palmeri och costaricensis med utbredning i östcentrala Mexiko, Honduras respektive centrala Costa Rica.
Den är nära släkt med sångvireo (Vireo gilvus) och betraktas av vissa auktoriteter som en underart till denna.

## Levnadssätt
Dess habitat är uppe i trädkronor, och i mellersta nivåerna i öppna skogsbiotoper, ofta i dess utkanter, samt andra halvöppna områden på mellan 500 och 2 500 meters höjd. Brunkronad vireo lever av fjärilslarver och andra insekter som den fångar i lövverken men den äter även mindre frukter. Den uppträder i födosökande blandflockar. Boet finns inte beskrivet.

## Status
Artens population har inte uppskattats och dess populationstrend är okänd, men utbredningsområdet är relativt stort. Internationella naturvårdsunionen IUCN anser inte att den är hotad och placerar den därför i kategorin livskraftig.